# EasyFly
EasyFly (Empresa Aérea de Servicios y Facilitación Logística Integral) é uma companhia aérea colombiana que opera desde 10 de outubro de 2007 nas rotas das cidades intermediárias do país.
É a segunda companhia regional na Colômbia depois da principal concorrente a Satena.

## Frota

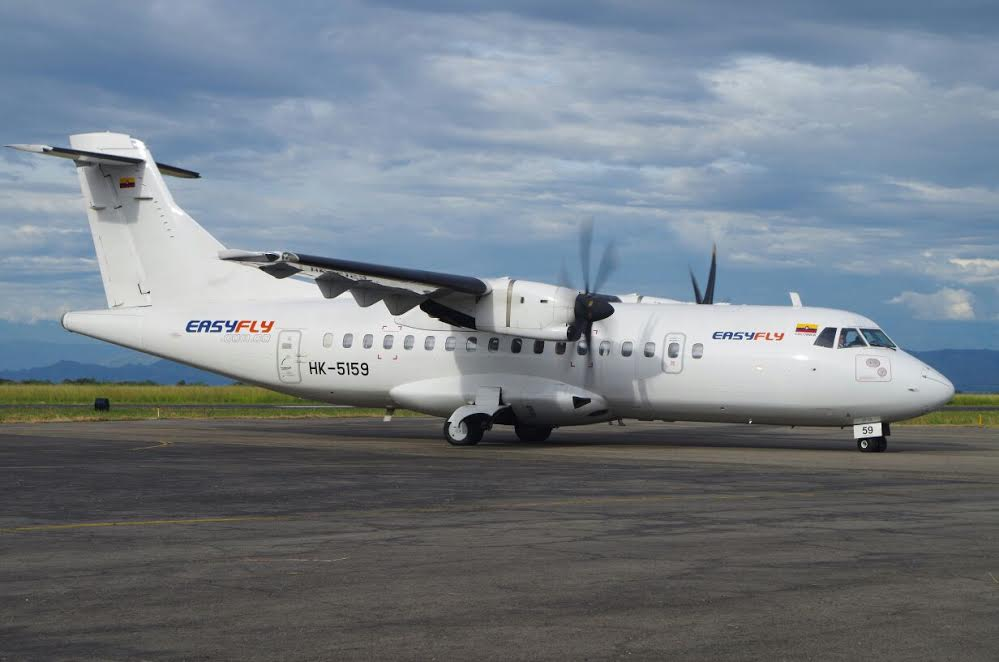
ATR-42 da EasyFly.

| Modelo           | Na frota | Em breve | Passageiros |
| ---------------- | -------- | -------- | ----------- |
| BAe Jetstream 41 | 13       | 0        | 30          |
| ATR-42           | 5        | 6        | 48          |
| Total            | 18       | 6        |             |